# سیدی بشر
سیدی بشر (به عربی: سیدی بشر) یک منطقهٔ مسکونی در مصر است که در استان اسکندریه واقع شده‌است.